# 呪われたジェシカ
『呪われたジェシカ』（のろわれたジェシカ、Let's Scare Jessica to Death）は、1971年に公開されたアメリカ合衆国のインディペンデント映画、ホラー映画。監督、脚本はジョン・D・ハンコック。監督デビュー作であった。出演はゾーラ・ランパート、バートン・ヘイマン、ケヴィン・オコナー、マリクレア・コステロ。

## キャスト
| 役名           | 俳優                 | 日本語吹替                     |
| 役名           | 俳優                 | 東京12ch版                     |
| -------------- | -------------------- | ------------------------------ |
| ジェシカ       | ゾーラ・ランパート   | 武藤礼子                       |
| ダンカン       | バートン・ヘイマン   | 西沢利明                       |
| ウディ         | ケヴィン・オコナー   | 内海賢二                       |
| エミリー       | マリクレア・コステロ | 谷育子                         |
| 不明 その他    | N/A                  | 国坂伸                         |
| 日本語スタッフ |                      |                                |
| 演出           |                      |                                |
| 翻訳           |                      |                                |
| 効果           |                      |                                |
| 調整           |                      |                                |
| 制作           | 制作                 | 東北新社                       |
| 解説           | 解説                 | 南俊子                         |
| 初回放送       | 初回放送             | 1976年4月22日 『木曜洋画劇場』 |